# Gülseren
Gülseren är ett kvinnonamn av turkiskt ursprung.

## Etymologi
Gül är turkiska för "ros", och namnet betyder "den som strör rosor", "rosenskänk", "den som sprider rosor".

## Utbredning

### Sverige
I Sverige fanns det 61 kvinnor som bar namnet Gülseren vid årsslutet 2015, och tre stycken Gulseren.

## Personer som bär namnet
- Gülseren Akalın (född 1958), turkisk akademiker
- Gülseren Engin (född. 1946), turkisk författare
- Gülseren Gürtunca (född 1950), turkisk skådespelare
- Gülseren Onanç (född 1965), turkisk politiker
- Gülseren Südor (född 1945), turkisk konstnär
- Gülseren Yıldırım Gomez (född 1973), turkisk-fransk sångerska